# Дуброва (Челющевичский сельсовет)
Дуброва (бел. Дуброва) — деревня в Челющевичском сельсовете Петриковского района Гомельской области Беларуси.
Кругом лес.

## География

### Расположение
В 50 км на северо-восток от Петрикова, 38 км от железнодорожной станции Муляровка (на линии Лунинец — Калинковичи), 195 км от Гомеля.

## Транспортная сеть
Транспортные связи по просёлочной, затем автомобильной дороге Лунинец — Гомель. Планировка состоит из почти прямолинейной, близкой к широтной ориентации улицы, пересекаемой короткой прямолинейной улицей. Застройка двусторонняя, деревянная усадебного типа.

## История
По письменным источникам известна с XIX века как деревня в Мозырском уезде Минской губернии. В 1850 году помещичье владение. Обозначена на карте 1866 года, которая использовалась Западной мелиоративной экспедицией, работавшей в этих местах в 1890-е годы. Во 2-й половине 1920-х годов организован совхоз «Дуброва», 944 га земли. 42 жителя погибли на фронтах Великой Отечественной войны. Согласно переписи 1959 года в составе колхоза имени М. И. Калинина (центр — деревня Залесье).

## Население

### Численность
- 2004 год — 24 хозяйства, 35 жителей.

### Динамика
- 1850 год — 37 дворов.
- 1959 год — 313 жителей (согласно переписи).
- 2004 год — 24 хозяйства, 35 жителей.